# Giselbert Lotrinský
Giselbert Lotrinský (885–900? Remeš – 2. října 939 u Andernachu) byl vévodou z Lotharingie či Lotrinska a švagr císaře Oty I. Velikého. Kromě toho byl laickým opatem v Echternachu, a klášteře sv. Maximina v Trevíru.

## Život
Narodil se jako syn hraběte Reginara I Henegavského, který patřil s částí lotharingijské šlechty k příznivcům Karla III. Francouzského, kteří ho roku 911 provolali králem Lotharingie. Zato se mu dostalo od krále ocenění v podobě udělení titulu marchio. Reginar roku 915 zemřel a král se rozhodl sjednotit svá území ve Francii a Lotharingii, přičemž záměrně opomenul nároky Reginarova dědice Giselberta.
Giselbertova mocenská základna ležela v Ardenách, přičemž královo rozhodnutí vedlo mezi oběma k eskalaci konfliktu, které vyústilo ve vzpouru. Giselbert se stal členem několika opozičních frakcí proti králi, jehož vláda měla stále slabší podporu. Když se proti němu postavili i další šlechtici, toužící po moci, především Hugo z Neustrie a Herbert II. z Vermandois, zvolili roku 919 či 920 „mnozí Lotharingijci za vládce, principa Giselberta, když předtím odpadli od krále Karla“. Herbert z Vermandois v roce 923 v bitvě u Soissons podnikl odvážný krok, když nechal krále Karla III. Francouzského zajmout a uvěznit až do jeho smrti v roce 929, přičemž pod výhrůžkou propuštění krále dle aktuální situace přebíhal mezi nově zvoleným králem Rudolfem Burgundským a Jindřichem Ptáčníkem. Giselbert nabídl Rudolfu Burgundskému v roce 924 lenní hold, který na jaře 925 společně s Otou z Verdunu králi složili.
Krátce na to Jindřich Ptáčník využil Rudolfova zaneprázdnění neustálými normanskými nájezdy a napadl Giselbertovu pevnost Zülpich, což Lontharingii oslabilo natolik, že se na konci roku vzdala Východofranské říši. Pravděpodobně roku 928 či 929 se Giselbert stal Jindřichovým zetěm, když se oženil s Gerbergou, což zdá se společně s uznáním titulu vévody lotrinského zapříčinilo Giselbertovo přiklonění se na stranu Jindřicha Ptáčníka. Což dokázal hned v roce 930, když se účastnil vojenské podpory Herberta II. z Vermandois v boji proti Rudolfovi. Boje mezi Rudolfem a Herbertem pokračovaly až do roku 934, kdy Jindřich Ptáčník vyslal na Rudolfův dvůr své vyslance, mezi nimiž byl i Giselbert, aby působili „v Herbertův prospěch“, přičemž bylo uzavřeno první příměří. K celému ukončení konfliktu došlo v červnu 935, kdy se u řeky Chiers sešel Jindřich Ptáčník, Rudolf Burgundský a jeho jmenovec Rudolf II. Burgundský, aby uzavřeli smlouvu o přátelství.
Rudolf Burgundský však již v lednu 936 zemřel a novým králem byl v červnu korunován Ludvík IV. Francouzský, syn Karla III. Francouzského. V červenci téhož roku zemřel i Jindřich Ptáčník a nástupcem se stal jeho syn Ota I., který změnil dosavadní pojetí vlády a na rozdíl od svého otce začal prosazovat zvláštní postavení krále, což vedlo k hluboké krizi královské moci. Několik vévodů, mezi nimiž byl i Giselbert, Eberhard Franský a Otův bratr Jindřich se snažili o převrat, přičemž byli ochotni riskovat i královraždu. Giselbert se nakonec pro jistotu obrátil a nabídl přísahu věrnosti zvolenému Ludvíku IV. Francouzskému, ten po poprvním odmítnutí přísahu v roce 939 přijal.
| „                     | Ve třetím roce Otova kralování vyplenili jeho bratr Jindřich, vévoda Eberhard, hrabě Giselbert Lotrinský a další spojenci jejich zločinu krutě předrýnskou oblast. Když se to dozvěděl králův přítel Udo, zabil Eberharda, zatímco Giselberta s jeho pomocníky dal utopit v Rýně. | “ |
| — Dětmar z Merseburku | |   |

Dne 2. října 939 mezi znepřátelenými stranami proběhla bitva u Andernachu. Mezi Otovi spojence patřil Herbert II. z Vermandois, Hugo Veliký, Arnulf I. Flanderský a Vilém I. Normandský. Přesto, že se zpočátku zdálo, že vítězství nebude na Otově straně, povedený útok dvou franských hrabat změnil situaci. Eberhard zemřel na bitevním poli a Giselbert se na útěku z bitevní pláně utopil v Rýnu. Ota neměl dost sil, aby jeho potomstvo vyhnal z území v Ardénách, ale odebral jim vévodský titul a udělil jej svému mladšímu bratrovi Brunovi, který zastával post arcibiskupa kolínského.
Gerberga po letech věnovala opatství St. Rémy bohaté statky v oblasti Meersenu, aby získala pravidelné modlitby za spásu své duše i duše Giselbertovy.